# TT67
La tombe thébaine TT 67 est située à Cheikh Abd el-Gournah, dans la nécropole thébaine, sur la rive ouest du Nil, face à Louxor en Égypte.
C'est la sépulture d'Hapouseneb, grand prêtre d'Amon pendant le règne d'Hatchepsout.

## Description
Dans le couloir du tombeau, les parents d'Hapouseneb sont mentionnés. Son père Hapou est troisième prêtre ritualiste (ḫr(y).w-ḥb.t) d'Amon. Sa mère s'appelle Ahhotep, elle appartient au harem royal, son nom apparait également sur une pierre trouvée dans le temple de Thoutmôsis III. La femme d'Hapouseneb, Amenhotep est connue par des inscriptions au Gebel Silsileh, au sud de Thèbes, mais elle n'est pas mentionnée dans sa tombe.
Comme beaucoup de hauts dignitaires de cette période, Hapouseneb se fit également construire un cénotaphe (n° 15) dans les collines du Gebel Silsileh. Ses enfants y sont mentionnés : ses fils Djéhoutymes-makhet, Ouser-pekty, Aa-kheper-ka-ra-néfer et ses filles Henout, Henout-néferet, Sen-seneb et Ta-em-resefou.
Sa sœur Ahmose y est également mentionnée mais pas son frère Sa-Amon dont on trouve le nom inscrit sur une statue de Hapou, don de son fils Hapouseneb.